# Xã Willow, Quận Griggs, Bắc Dakota
Xã Willow (tiếng Anh: Willow Township) là một xã thuộc quận Griggs, tiểu bang Bắc Dakota, Hoa Kỳ. Năm 2010, dân số của xã này là 53 người.